# Lucrecia Crescent
Lucrecia Crescent  (ルクレツィア • クレシェント, Rukuretsia Kureshento) es un personaje no jugable de la Compilación de Final Fantasy VII.  Inicialmente apareció brevemente en Final Fantasy VII en escenas opcionales, pero su papel se amplió en Dirge of Cerberus: Final Fantasy VII. Era la madre biológica del antagonista principal Sephiroth.
Fue una científica de Shinra de clase A especializada en biotecnología que presentó la tesis científica "El Pulso del Planeta" en la que hablaba de Caos como una de las xenoformas conscientes que viven entre nosotros. Sin embargo, las teorías que presentó en su obra eran tan abstractas y complejas que fueron rechazadas y consideradas como patrañas románticas e infantiles. Acabaría siendo ayudante del Doctor Gast Faremis junto con el Profesor Hojo, en el Proyecto Jenova en la Mansión de Shinra en Nibelheim, donde conocería a Vincent Valentine. Cuando Gast abandonó la investigación, Lucrecia estaba embarazada y Hojo la usó como conejillo de indias para el Proyecto Jenova, que dotaría al bebé de extraordinarios poderes al poseer el gen Jenova desde su fase embrión. Cuando dio a luz, Lucrecia lo llamó Sephiroth, pero Hojo se lo arrebató para incluirlo en el proyecto SOLDADO. Su paradero es desconocido hasta el final de CD2 del Final Fantasy VII.

## Apariencia
En Final Fantasy VII, Lucrecia lleva una bata de laboratorio cerrado sobre una camisa roja y corbata amarilla. Lleva botas negras, aretes rojos, y tiene el pelo largo y castaño rojizo, recogido en una coleta alta y con un flequillo recto. Era considerada como «una dama de gran belleza y enormes virtudes».
En Dirge of Cerberus: Final Fantasy VII  su aspecto se cambió: conservó su bata de laboratorio y su coleta de caballo, pero su pelo se volvió de un marrón claro y su flequillo se modificó para que se pareciese más al de Sephiroth. Su coleta está adornada con unas cintas amarillas. Debajo de la bata blanca, lleva una blusa azul clara y una falda asimétrica de azul oscuro con bordes blancos. Sus zapatos son rojos y de tacón, con una cadena de plata atada al tobillo izquierdo, adornado con un gatito.
Cuando está encerrada en el ataúd de Mako cristalizado, está descalza y lleva un vestido blanco sin mangas y un chal alrededor de sus antebrazos.

## Personalidad
Lucrecia sufre de un enorme complejo de culpa. Ella era una mujer amable y cariñosa, pero con tendencia a evadirse de la realidad y justificar todas sus acciones en nombre de la ciencia, cuando en realidad siempre actuó inducida por sus sentimientos más oscuros, como el miedo, la timidez, la culpa o el deseo de triunfar como científica. A pesar de todo, estuvo dispuesta a asumir riesgos por su investigación, algo que, aunque en menor medida, comparte con su colega el profesor Hojo. Aún siendo una mujer emocionalmente volátil y terca, logró enamorar tanto a Vincent Valentine como al profesor Hojo, provocando un triángulo amoroso.

## Historia
Advertencia Spoiler: El siguiente apartado contiene información relevante sobre la trama de Final Fantasy VII y Dirge of Cerberus

### Final Fantasy VII
Lucrecia fue una respetada científica de Shinra, designada a trabajar en el Proyecto Jenova junto a los dos científicos más respetados: el Doctor Gast Faremis y el Profesor Hojo, en la Mansión de Shinra en Nibelheim. Vincent Valentine, miembro del Departamento de Investigación Administrativa (que más tarde sería conocido como los turcos) fue asignado por Shinra para supervisar el proyecto. Lucrecia comenzó una relación muy cercana con Vincent, que crecería hasta convertirse en algo más. Sin embargo, el profesor Hojo pareció también profesar interés romántico en Lucrecia.
Durante el proyecto, se desveló el embarazo de Lucrecia, presuntamente se supone que el padre es Hojo, y tras esto Lucrecia decide rechazar a Vincent por Hojo. Vincent aceptó esto y se alejó, pues si ella era feliz, con eso, él se conformaba. A petición de Hojo, Lucrecia se sometió a pruebas para estudiar el efecto de las células de Jénova en un embrión. 
Asimismo, en algún punto no concreto del proyecto, el Profesor Gast decidió abandonar dicho proyecto, continuando su investigación sobre los Ancianos solo, y conociendo posteriormente a Ifalna (una de los últimos supervivientes de los Cetra), de la que se enamoraría y tendría con ella una hija: Aerith Gainsborough.
Las células Jenova dentro de Lucrecia tendrían una reacción adversa, enfermando y debilitando a la anfitriona. Cuando Vincent descubrió el grave estado de Lucrecia se opuso a Hojo, reclamando que cesasen sus experimentos. Desquiciado por la influencia de Jenova, Hojo disparó a Vincent en el pecho, matándolo en el acto, y usando su cuerpo muerto para experimentar con él.

### Dirge of Cerberus
En Dirge of Cerberus se conocen más detalles sobre la vida de Lucrecia, descubriendo que era una científica de Shinra de clase A especializada en biotecnología. Antes de formar parte del Proyecto Jénova, Lucrecia trabajó como asistente del padre de Vincent, el Doctor Grimoire Valentine. En sus investigaciones descubrieron dos Armas desarrolladas por el Planeta para utilizarlas en caso de emergencia de extinción de la vida: Omega y Caos. Cuando el Planeta estuviera a punto de extinguirse, Caos despertaría y segaría toda la vida de la tierra para devolver las almas a la Corriente Vital; de este modo, Omega recogería toda la energía del planeta para embarcarse en un viaje por el universo en la búsqueda de un nuevo planeta en el que empezar de cero la vida.
Lucrecia y Grimoire encontraron a Caos en la cueva detrás de la cascada del monte Nivel, en Nibelheim. Emocionada por el descubrimiento, Lucrecia se precipitó a la hora de manipular a Caos, y la criatura reaccionó lanzando energía a su alrededor de manera de escudo. Grimoire intercepto esta energía para proteger a Lucrecia con su cuerpo, quedando contaminado y muriendo irremediablemente entre los brazos de su ayudante, que jamás se perdonaría a sí misma su muerte.
Lucrecia trató de probar su teoría sobre Caos presentando la tesis científica "El Pulso del Planeta", sin embargo fue rechazada dentro de la comunidad científica, considerada como una tontería infantil y romántica.
«Un alma forjada con tierra corrompida, elimina la impureza, purga la energía y trae consigo el destino final. Contemplas al poderoso Caos, escudero de Omega en su ascenso al paraíso.»
― Dra. Crescent, "El Pulso del Planeta".
Con el tiempo, Lucrecia acabaría trabajando para el profesor Gast en el Proyecto Jenova con el profesor Hojo, y conocería a Vincent Valentine, hijo del Doctor Grimoire Valentine. Aunque reconoció de inmediato a Vincent, prefirió no contarle su conexión con Grimoire por miedo a cómo podría reaccionar el turco. A pesar de todo, Lucrecia acabó desarrollando sentimientos románticos hacia Vincent, pero nunca se decidió, debatiéndose entre sus propios deseos de estar con él y sus sentimientos de culpa por la muerte de Grimoire, lo que la llevó a tener una relación complicada y confusa con Vincent.
Cuando Vincent encontró un documento sobre Lucrecia en la época que trabajó con Grimoire, Vincent la confrontó, pero ella, incapaz de aceptar lo sucedido, rechazó a Vincent y buscó a Hojo para mayor comodidad, empezando una relación sentimental con el profesor. 
Tras quedarse embarazada, las células Jenova en su interior le otorgaron visiones de su hijo, Sephiroth, y de las futuras atrocidades que cometería. Exhausta por el dolor de las pruebas, con un embarazo complicado y la tortura de las visiones que Jenova le daba, quedó terriblemente debilitada. 
Vincent trataría de salvarla, pero Hojo lo asesinaría disparándole en el corazón, para utilizar su cuerpo en sus experimentos. No obstante, Hojo lo dio como fallido y lo abandonó. 
Cuando Lucrecia dio a luz y Hojo le arrebató a su hijo, Lucrecia se obsesionó con la idea de devolver a la vida a Vincent, utilizando sus conocimientos sobre Caos. El cuerpo de Vicente, debido a los experimentos anteriores de Hojo, fue lo suficientemente fuerte para convertirse en un recipiente de Caos, pero Caos estaba fuera de control y sólo se detuvo cuando el Protomateria reaccionó a ella. Lucrecia injertó dentro del pecho de Vicente la Materia Ancestral y de este modo Vicente fue capaz de controlar a Caos en cierto grado. A pesar de que logró resucitarlo, Vincent no despertó, y Lucreia perdió toda esperanza.

### En la caverna tras la cascada del monte Nibel
Lucrecia tuvo a su hijo, al que llamó Sephiroth, pero Hojo se lo arrebató, entregándoselo a Shinra. Incapaz de soportar la culpa de sus acciones y consecuencias, Lucrecia trató de suicidarse, pero las células perniciosas de Jénova dentro de su organismo le impidieron morir. Tratando de buscar algo de paz, huyó a la caverna detrás de la cascada del monte Nibel, y ahí se construyó un altar donde se encerró en Mako cristalizado.
Aun así, su alma nunca pudo llegar a descansar en paz, y vaga por la caverna, llorando el nombre de su hijo Sephiroth durante décadas. En ese tiempo, oyó rumores de que Sephiroth era el orgullo de las fuerzas militares de Shinra, pero que había desaparecido sin dejar rastro en Nibelheim.
Finalmente, treinta y cinco años después, en Final Fantasy VII, Vincent Valentine, que había sido despertado por Cloud y compañía, logra encontrar a Lucrecia en la caverna y habla con ella. Lucrecia le pregunta por su hijo y Vincent le miente diciendo que Sephiroth fue un gran hombre y que murió con honor, para darle un poco de paz al espíritu de Lucrecia.

### Tras la Crisis de Meteorito
En Dirge of Cerberus puede contemplarse que Vincent visita a menudo la caverna de Lucrecia, para flagelarse a sí mismo con el recuerdo de lo que él considera "su pecado". A través de visiones, Lucrecia se disculpa ante Vincent, pero él no entiende el significado de su arrepentimiento, considerando que ha sido él el que ha fallado al no poder ayudarla a ella y a Sephiroth de Hojo.

### El conflicto con DeepGround
En Dirge of Cerberus, durante la batalla contra los DeepGround, Lucrecia irá ayudando y guiando a Vincent a través de distintos mensajes holográficos, apariciones fantasmales y los recuerdos compartidos que tiene que Shelke Rui, una Tsviets que gracias a sus habilidades de navegar por Network, Hojo le inyecto los recuerdos de Lucrecia para así dar con el paradero de la Protomateria y poder controlar a Omega del mismo modo que Vincent controla a Caos.
Tras la destrucción de Omega, Vicente vuelve a la cueva y da las gracias a Lucrecia, diciéndole que ella era la razón por la que sobrevivió. Al salir de la cueva una lágrima rueda por la mejilla de la Mujer.

## Encarcelamiento en el Mako cristalizado
En Dirge of Cerberus -Final Fantasy VII- Guía Completa Oficial del Coordinador en Escenario Hiroki Chiba y productor Yoshinori Kitase, se afirma que el cristal en el reside Lucrecia es producto de un castigo a sí misma autoimpuesto.